# Melvin Ajinça
Melvin Pierre Ajinça (26 de junio de 2004) es un jugador profesional francés de baloncesto que pertenece a la plantilla de LDLC ASVEL de la LNB Élite y la Euroliga.

## Trayectoria deportiva

#### Centre Fédéral
Nacido en Villeneuve-Saint-Georges, Ajinça comenzó su carrera como jugador en el Centre Fédéral de la Nationale Masculine 1 en 2019.

#### Saint-Quentin
Ajinça fichó por el Saint-Quentin de la LNB Pro B el 30 de junio de 2022. Durante la temporada 2022-23, promedió 8,4 puntos por partido y fue elegido mejor jugador joven de la liga, con lo que Saint-Quentin consiguió el ascenso a la LNB Pro A.
Durante la temporada 2023-24, promedió 9,7 puntos, 3,3 rebotes y 0,7 asistencias en 24,5 minutos por partido.

#### LDLC ASVEL
El 23 de julio de 2024, Ajinça firmó con LDLC ASVEL de la LNB Élite.

### NBA
El 2 de mayo de 2024, la NBA confirmó que Ajinça era uno de los jugadores internacionales que se habían declarado para el draft de la NBA de 2024.
El 27 de junio, Ajinça fue seleccionado con la 51.ª elección global por los New York Knicks en el Draft de la NBA de 2024, pero más tarde fue traspasado a los Dallas Mavericks a cambio de los derechos de draft de la 58.ª elección.  Fue uno de los cinco jugadores franceses seleccionados durante todo el draft, tras Zaccharie Risacher (la primera elección general), Alex Sarr, Tidjane Salaün y Pacôme Dadiet.

### Selección nacional
Ajinça fue convocado con la selección sub-19 de baloncesto de Francia para disputar el Mundial sub-19 de baloncesto FIBA 2023. Fue nombrado miembro del segundo Equipo del Torneo, tras promediar 19,3 puntos, 2,9 rebotes y 1,6 asistencias por partido, con lo que Francia llegó a la final antes de perder contra España. 

## Vida personal
Ajinça es primo del entrenador de baloncesto y exjugador de la NBA Alexis Ajinça.